# Samsung Galaxy Tab A8
Samsung Galaxy Tab A8 — планшетный компьютер от Samsung. О нем было объявлено 15 декабря 2021 года и выпущено 17 января 2022 года. Он доступен в четырех комбинациях: сотовая связь 4G / Wi-Fi, только Wi-Fi, и каждая из них имеет внутреннюю память 32 ГБ, 64 ГБ или 128 ГБ. Он принимает карты MicroSD до 1 ТБ. Доступные цвета: серый, розовое золото и серебро.

## Технические характеристики
- Процессор: 4 ядра, 2 ГГц
- Дисплей: 10,5", разрешение 1920x1200
- Камеры: 8 МП сзади, 5 МП спереди
- Хранилище: 4 ГБ ОЗУ, 64 ГБ/128 ГБ ПЗУ + до 1 ТБ MicroSD
- Разное: USB 2.0 Type-C, Bluetooth 5.0, стереоразъем 3,5 мм, аккумулятор 7040 мАч, 246,8 x 161,9 x 6,9 мм
- Galaxy Tab A8 поставляется с Android 11, но его можно обновить до Android 13[3][4].